# 豆类

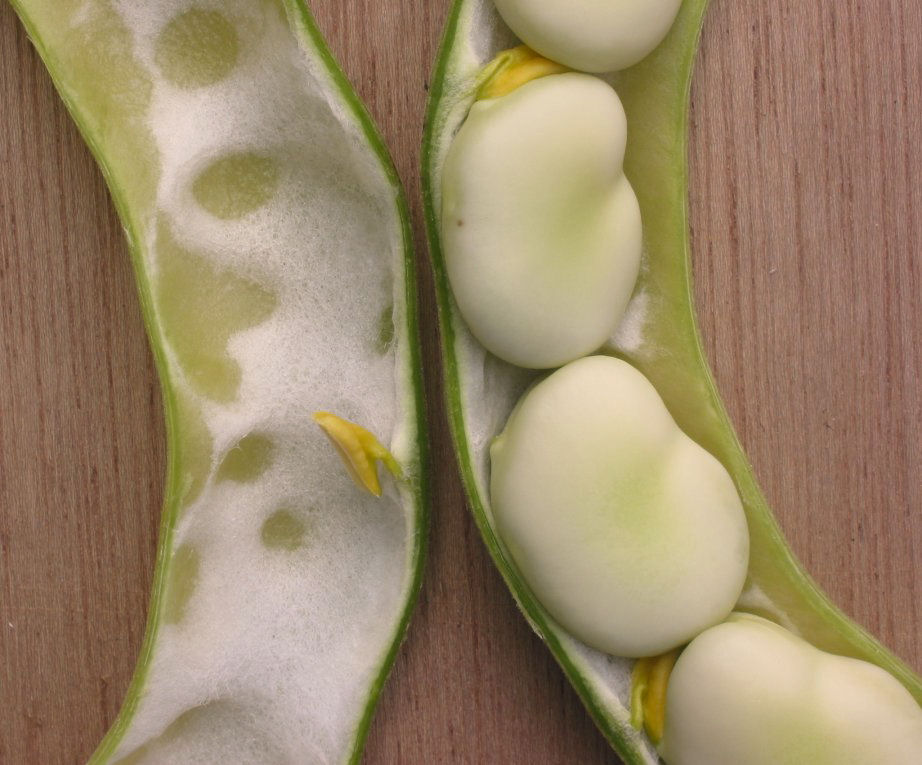
蠶豆。

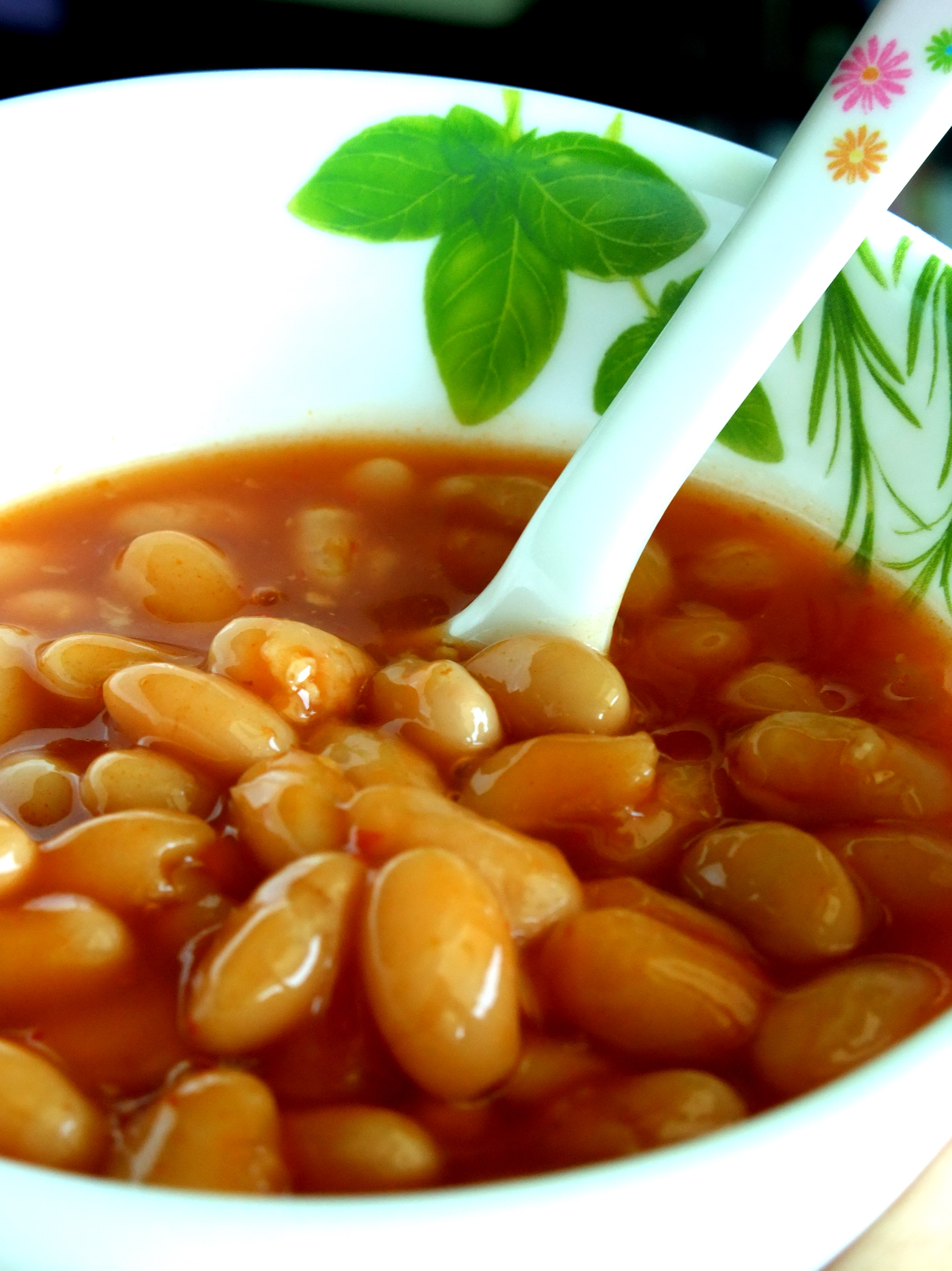
茄汁焗豆

豆类指雙子葉植物中離瓣植物豆科的泛稱，因而概稱為豆科植物，亦或稱豆子，指其使用的種子。本文特指供作食用或作為動物飼料的種類。
豆類植物種類極多，全世界有近二萬種，大部分用作蔬菜，如豌豆、菜豆、刀豆等，也有用作油料作物的土豆和作为粮食的辅助主食，如黄豆制作豆面，小豆制作红豆沙等。豆科植物由于一般具有共生的根瘤菌，可以帮助吸收空气中的氮，所以蛋白质含量较高，营养丰富。
有些非豆科植物因其種子與豆類相似，因此在漢語或英語中會以“豆”或「Bean」稱之，如咖啡豆、可可豆。类似豆子形状的物体有时也称做“豆”，如铜豆子。

## 品種

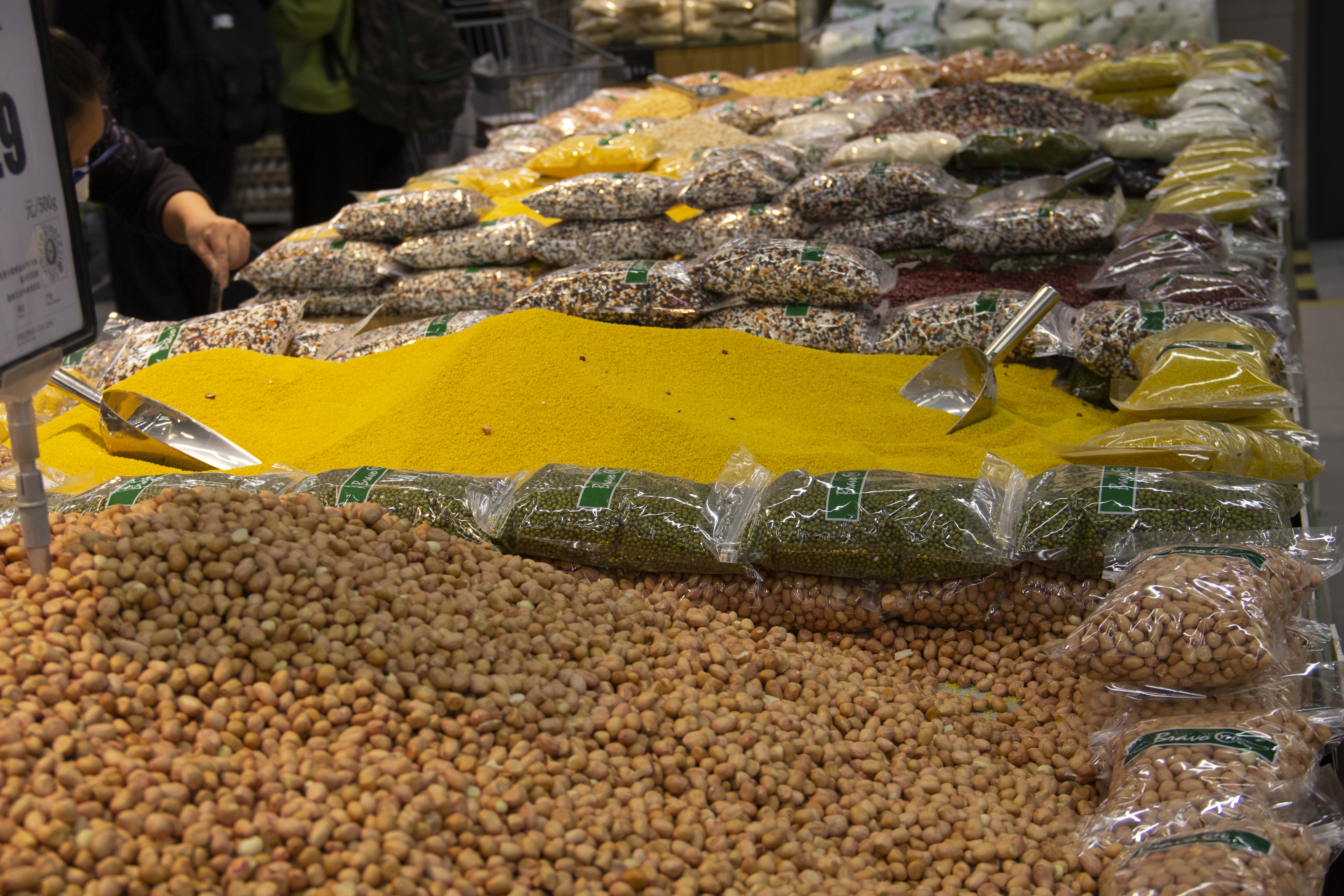
超市里的多种豆类。

豆類的品種很多，主要有大豆、蠶豆、綠豆、豌豆、紅豆等。根據豆類營養和數量，可以將其分為兩大類。一類為以大豆為代表的高蛋白質、高脂肪豆類。另一類則以碳水化合物含量高为特徵，如绿豆、紅豆。烹飪時通常用鲜豆及豆製品，不但可做菜餚的主料及輔料，而且還可以作為調味品的原料。

## 營養
據美國伊利諾大學（University of Illinois, Urbana-Champaign）科學家小乔治·费伊博士（Dr. George Fahey Jr.）指出，比較榖類食物，豆類食物有很高含量的抗性澱粉（resistant starch），這些抗性澱粉不容易消化，因此會通過胃和小腸去到結腸，在結腸內的細菌會將這些抗性澱粉分解，變成有防癌作用的丁酸鹽（butyrate），還有豐富的蛋白質。
豆類食物的好處是它有很多膳食纖維和抗性澱粉，如黑豆內63%澱粉質是抗性澱粉；而一般經過處理的榖類食物如麵粉，它的抗性澱粉是比較少。

## 延伸阅读
[在维基数据编辑]
 《欽定古今圖書集成·博物彙編·草木典·豆部》，出自陈梦雷《古今圖書集成》